# Pyrenaria kinibaluensis
Pyrenaria kinibaluensis är en tvåhjärtbladig växtart som först beskrevs av Herman Johannes Lam, och fick sitt nu gällande namn av Yi Li Keng. Pyrenaria kinibaluensis ingår i släktet Pyrenaria och familjen Theaceae. Inga underarter finns listade i Catalogue of Life.